# Echte Gooische moeders
Echte Gooische moeders is een Nederlandse realityserie die sinds november 2020 te zien is via streamingdienst Videoland. De serie is een vervolg op de RTL 5-serie Echte Gooische meisjes die uitgezonden werd tussen 2008 en 2010.

## Format
In de serie worden de vijf oorspronkelijke 'Gooische meisjes', Bo, Pauline, Kimberly, Florine en Leslie uit de televisieserie Echte Gooische meisjes, opnieuw gevolgd wanneer ze inmiddels allemaal moeder zijn geworden. 
Naast hun luxe leven staan de thema's rondom moeder zijn centraal; zo kampt Leslie met angstige gevoelens na de bevalling van haar eerste zoon, had Kimberley het ondanks haar succesvolle beautysalon als alleenstaande moeder niet gemakkelijk en laat Pauline zien hoe haar inmiddels al twee jaar durende fertiliteitstraject voor een derde kind haar vergaat.
Vanaf latere seizoenen stonden ook andere onderwerpen centraal zoals de stilgeboren dochter van Pauline, de verhuizing van Florine naar Ibiza en de trouwerijen van Bo en Leslie.

## Specials

### Echte Gooische Moederdag
Op 8 mei 2022 kwam Videoland met een eenmalige Moederdag-special van de serie, deze werd uitgezonden onder de naam Echte Gooische Moederdag. In deze special waren enkel Pauline, Bo en Leslie te zien met hun aanhang. De opnames van de special vonden plaats in Disneyland Parijs. Florine stond wel in de leader, maar kwam enkel voorbij in een cameo optreden.

### Echte Gooische moeders: La Dolce Vita
Datzelfde jaar, in juli 2022, kwam Videoland tevens met de special Echte Gooische moeders: La Dolce Vita. In deze special werden de Gooische moeders Pauline, Leslie, Bo en Florine gevolgd terwijl zij samen voor het eerst tien dagen weggaan zonder hun mannen en kinderen. De moeders vertrekken naar Italië waar zij als toerist op pad gaan en diverse vakantie-activiteiten beleven. De special bestond uit vijf afleveringen en ging van start op 27 juli 2022.

## Cast
Legenda
 Hoofdrol
 Bijrol
 Gastrol
| Castleden                    | Seizoenen | Seizoenen | Seizoenen | Seizoenen     | Seizoenen | Seizoenen | Seizoenen |
| Castleden                    | S1        | S2        | Moederdag | La Dolce Vita | S3        | S4        | S5        |
| ---------------------------- | --------- | --------- | --------- | ------------- | --------- | --------- | --------- |
| Pauline Wingelaar            |           |           |           |               |           |           |           |
| Bo Wilkes                    |           |           |           |               |           |           |           |
| Leslie Keijzer               |           |           |           |               |           |           |           |
| Florine Hofstee              |           |           | Cameo     |               |           |           |           |
| Kimberly Bosman              |           |           |           |               |           |           |           |
| Gezinnen van de moeders      |           |           |           |               |           |           |           |
| Harmen Bisschop van Tuinen   |           |           |           |               |           |           |           |
| Reinier Bisschop van Tuinen  |           |           |           |               |           |           |           |
| Diederik Bisschop van Tuinen |           |           |           |               |           |           |           |
| Paul Hinfelaar               |           |           |           |               |           |           |           |
| Boyd Hinfelaar               |           |           |           |               |           |           |           |
| Julie Hinfelaar              |           |           |           |               |           |           |           |
| Loulou Hinfelaar             |           |           |           |               |           |           |           |
| Govinda Den Hartog           |           |           |           |               |           |           |           |
| Moises Den Hartog            |           |           |           |               |           |           |           |
| Manuel Den Hartog            |           |           |           |               |           |           |           |
| Jeroen Stoop                 |           |           |           |               |           |           |           |
| Beer Stoop                   |           |           |           |               |           |           |           |
| Don Stoop                    |           |           |           |               |           |           |           |
| Gerrit Verwelius             |           |           |           |               |           |           |           |
| Morris Verwelius             |           |           |           |               |           |           |           |

## Seizoensoverzicht
| Seizoen       | Upload dag | Aantal afleveringen | Start seizoen    | Einde seizoen    |
| ------------- | ---------- | ------------------- | ---------------- | ---------------- |
| 1             | Woensdag   | 6                   | 4 november 2020  | 9 december 2020  |
| 2             | Donderdag  | 8                   | 25 november 2021 | 13 januari 2022  |
| Moederdag     | Zondag     | 1                   | 8 mei 2022       | n.v.t.           |
| La Dolce Vita | Woensdag   | 5                   | 27 juli 2022     | 24 augustus 2023 |
| 3             | Maandag    | 10                  | 8 mei 2023       | 10 juli 2023     |
| 4             | Maandag    | 10                  | 6 mei 2024       | 8 juli 2024      |
| 5             | Maandag    | 10                  | 2 juni 2025      | 4 augustus 2025  |

## Achtergrond
In oktober 2019 werd door Pauline Wingelaar bekendgemaakt dat ze in samenwerking met streamingdienst Videoland aan het kijken waren of de 'Gooische meisjes' konden terugkeren in een ander jasje. Op 16 oktober 2020 werd door Videoland officieel bevestigd dat de 'Gooische meisjes' terug zouden keren met deze nieuwe serie onder de naam Echte Gooische moeders.
Het eerste seizoen van de serie ging van start op woensdag 4 november 2020 en bestond uit een totaal van zes afleveringen. De terugkeer van de serie werd positief ontvangen waardoor het datzelfde jaar nog verlengd werd voor een tweede seizoen. Dit seizoen ging op donderdag 25 november 2021 van start en bestond uit acht afleveringen. In 2022 kwam de serie met twee specials onder de namen Echte Gooische Moederdag en Echte Gooische moeders: La Dolce Vita.
Nog voordat het derde seizoen verschenen was, werd door Florine in januari 2023 bekendgemaakt dat de opnames van het vierde seizoen al van start waren gegaan. Het derde seizoen ging op maandag 8 mei 2023 van start, het vierde seizoen ging een jaar later op maandag 6 mei 2024 van start. Op Moederdag in 2025 werd door streamingdienst Videoland bekend gemaakt dat het vijfde seizoen op maandag 2 juni van datzelfde jaar te zien zal zijn.